# ویکفیلد (لوئیزیانا)
ویکفیلد (به انگلیسی: Wakefield) یک منطقهٔ مسکونی در ایالات متحده آمریکا است که در West Feliciana Parish واقع شده‌است. ویکفیلد ۷۴٫۹۸ متر بالاتر از سطح دریا واقع شده‌است.